# Chiesa della Beata Vergine Assunta (Maggia)
La chiesa parrocchiale della Beata Vergine Assunta è un edificio religioso che si trova a Moghegno, frazione di Maggia in Canton Ticino.

## Storia
La struttura viene citata per la prima volta in documenti storici risalenti al 1597. Fra il XVII ed il XVIII secolo venne completamente ricostruita. Nel 1873 venne edificato il coro semicircolare.

## Descrizione
La chiesa ha una pianta ad unica navata, affiancata da alcune cappelle laterali e ricoperta da una volta a botte.